# Langues du golfe d'Huon
Les langues du golfe d'Huon sont une trentaine de langues océaniennes de Papouasie-Nouvelle-Guinée qui forment un sous-groupe des langues de Nouvelle-Guinée du Nord. Elles comprennent les langues Markham, le numbami, les langues du golfe d'Huon, septentrionales et méridionales. Elles sont peut-être parentes des langues Ngero-Vitiaz.

## Classification
L'analyse de 2008 effectuée à partir du Austronesian Basic Vocabulary Database
semble démontrer que le numbami est en rapport avec les langues Ngero-Vitiaz. Les autres langues du golfe d'Huon n'étant pas prises en considération par cette base de données, leur classification demeure incertaine.
Selon la classification traditionnelle :
- langues Markham : lower, upper et watut
- Langues du golfe d'Huon du Nord : bukawa, yabem, kela,
- numbami (cette langue fait partie du Ngero-Vitiaz)
- Langues du golfe d'Huon du Sud : langues Hote-Buang et iwal